# Romería

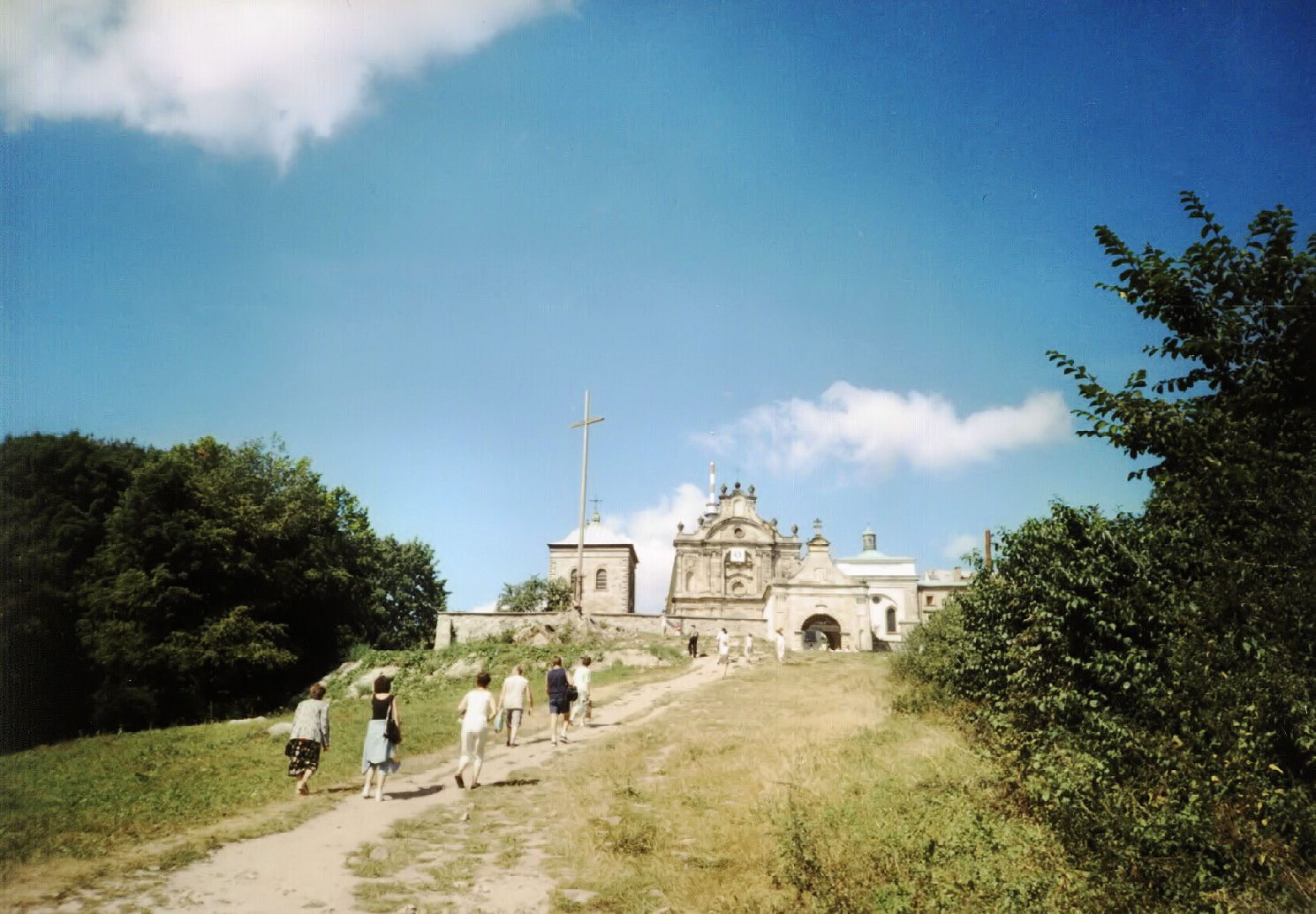
Pellegrini diretti a un'abbazia

Romería è una festa cattolica diffusa in Spagna e Sud America che consiste in un pellegrinaggio verso un santuario, eremo, un romito  della Vergine o di un santo patrono situato in area rurale o di montagna.
La parola proviene dallo spagnolo romero, dal latino romaeus, che è il nome che identifica i pellegrini che vanno a Roma e per estensione qualsiasi santuario.

## Spagna

### Castilla-La Mancha
- Romeria della Vergine del monte a Bolaños de Calatrava
- Romeria della Virgen de Rus a San Clemente (Spagna)

### Andalucia
- Romeria della Nostra Signora di Grazia a Alcantarilla
- Romeria della Nuestra Señora María Santísima de las Veredas Coronada a Torrecampo
- Romería al Cerro Jabalcón a Zújar
- Romería de El Rocío dedicata alla Vergine del Rocío ad Almonte
- Vergine della Cabeza a Andújar
- Nostra Signora di Setefilla a Lora del Río

### Isole Canarie
- Romeria della Nostra Signora della Candelaria a Candelaria.
- Romería de San Benito Abad a San Cristóbal de La Laguna.
- Romería del Socorro a Güímar.
- Romería de San Rocco a Garachico.
- Romeria della Virgen del Pino a Teror.
- Romeria de la Rama a Agaete.
- Romeria della Madonna Addolorata a Tinajo.
- Romeria della Virgen de la Peña a Betancuria.